# Agence générale des équipements et produits de santé

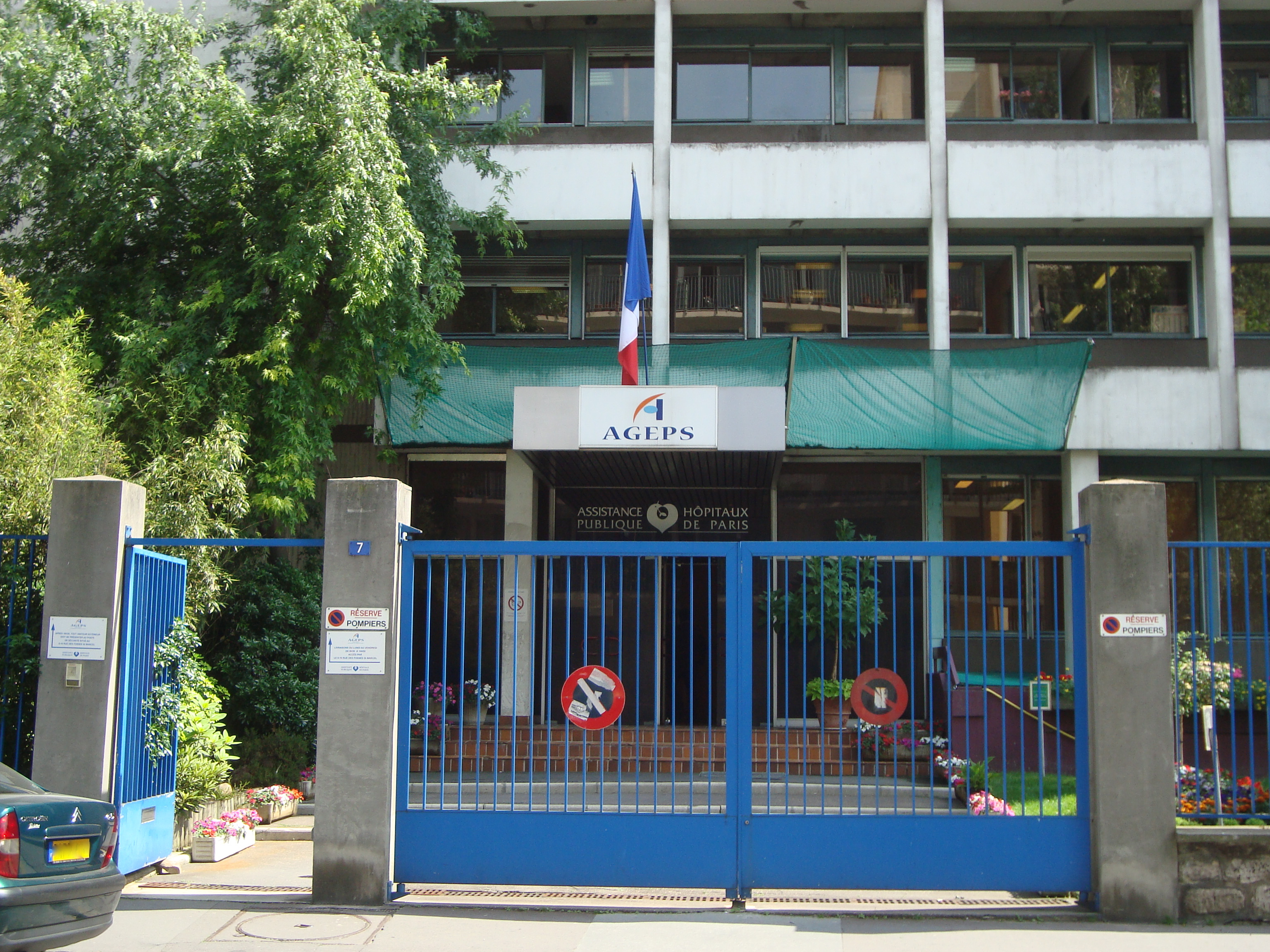
Entrée de l'AGEPS au no 7 de la rue du Fer-à-Moulin.

L'Agence générale des équipements et produits de santé (AGEPS) est un pôle d'intérêt commun (PIC) de l'Assistance publique - Hôpitaux de Paris (AP-HP), prestataire de service pour les hôpitaux de l'AP-HP. L'AGEPS met en œuvre la politique de l'AP-HP en matière d'équipements et de produits de santé. Ses équipes sont pluridisciplinaires, pharmaciens, médecins, ingénieurs biomédicaux, cadres de santé, experts, rédacteurs de marché, ouvriers, techniciens de laboratoire, préparateurs en pharmacie.

## Historique
Historiquement, l'AGEPS s'appelait Pharmacie centrale des hôpitaux (PCH). Créée en 1795 (avec des inventions célèbres comme le chloroforme, le sirop de méthadone et le premier gant de chirurgie jetable), elle devient PCH-AGAM en 1995 en étant dotée des missions d'achat.
Elle est nommée AGEPS en 2001, à la suite d'un changement de statut et de la création de structures médicales. À ce titre, l'organisation de l'AGEPS se calque sur l'organisation hospitalière (services pharmaceutiques, pôles, CCM).
L'AGEPS est installée sur deux sites : Paris (rue du Fer-à-Moulin dans le 5e arrondissement) et Nanterre (zone industrielle, 13 rue Lavoisier). L'AGEPS assure les missions suivantes[réf. nécessaire] :
- l'évaluation et l'achat des produits de santé utilisés dans les 38 hôpitaux et 6 Groupes Hospitaliers Universitaires (GHU) de Paris. Cette mission porte sur la majeure partie des produits de santé (médicaments, dispositifs médicaux, réactifs et consommables de laboratoire) et équipements médicaux utilisés à l'AP-HP (937 marchés notifiés pour 2.6 Md€, environ 1 800 actes modificatifs, 92 procédures d'appels d'offre et 399 marchés négociés, gain achats : 65 M€* ) ;
- l'approvisionnement et la distribution des médicaments et de certains dispositifs médicaux sont assurés par une plateforme pharmaceutique située à Nanterre (4 184 références. Stock moyen : 15 jours et 56 M€ de stock moyen journalier. 1 million de lignes de commande livrées par an*) ;
- la participation à la mise en œuvre des essais cliniques de l'institution. Le département des Essais Cliniques de l'AGEPS assure la prise en charge pharmaceutique des essais cliniques promus par l'AP-HP en lien avec la Délégation à la Recherche Clinique et à l'Innovation. (171 projets en instruction et 153 essais en cours de réalisation*)
- la recherche, le développement, la fabrication, le contrôle et la mise sur le marché de médicaments indispensables non proposés par l'industrie pharmaceutique. Ces médicaments que l'on peut qualifier d'orphelins sont soit des spécialités pharmaceutiques avec Autorisation de mise sur le marché (AMM), soit des préparations hospitalières. Cette mission est prise en charge par l'établissement pharmaceutique de l'AP-HP ouvert en 1999 (Livret thérapeutique : 42 médicaments dont 3 AMM, partenariats industriels : 37 AMM (32 dont l'AP-HP est titulaire) et 10 AMM en cours de développement*). * chiffres 2018

## Direction
- 1995-1997 : Martin Hirsch
- 1997-2002 : Olivier Brault
- 2003-2005 : Christine Welty
- 2005-2009 : Vincent-Nicolas Delpech
- 2009-2011 : Sophie Albert
- 2011-2015 : Michaël Cohen
- 2015-2019 : Claire Biot[2]
- depuis 2019 : Renaud Cateland[3]